# التحالف العالمي للتعليم الطبي
التحالف العالمي للتعليم الطبي (بالإنجليزية: Global Alliance for Medical Education)‏ منظمة غير ربحية، تسعى لتطوير الابتكار في تعليم الطب على المستوى العالمي ، وتضم في عضويتها أفراداً من دول عديدة وتحاول توسيع وتنويع المنتسبين إليها، وتنشر أخباراً عالمية، وفي موقعها مصادر عديدة للتعليم الطبي المستمر وتحسين جودة الممارسة السريرية. تأسسس عام 1995 وضم 130 عضواً وتطور بعد ذلك ليضم أعضاء من مختلف دول العالم وأقام بضعة عشر مؤتمراً ، ولموقع التحالف العالمي للتعليم الطبي قسم خاص بالأعضاءيحوي خدمات لا تقدم إلا بعد التسجيل، وقسم عام للتعريف بالمنظمة وتاريخها.

## تاريخ المنظمة
تأسست المنظمة في 1995 لتخدم كمنتدى تبادل الأفكار بين المنظمات الهادفة للربح و المنظمات غير الهادفة للربح الناشطة على المستوى العالمي لتنمية وتسويق التعليم الطبي المستمر وبرامج التثقيف والتعليم.
أطلق تحالف التعليم الطبي بطريقة تشبه تحالف التعليم الطبي(بالإنجليزية:  Alliance for Continuing Medical Education (ACME))‏ ويشترك معه في المؤسس الرئيسي لويس ميلر (بالإنجليزية: Lewis Miller)‏ وقد أسس ميلر تحالف التعليم الطبي 1975 عندما كان ميلر ناشراً لمجلات طبية ومواد تتعلق بالتعليم الطبي المستمر، وجمع في ذلك الوقت 45 شخصاً من مختلف التخصصات وتباحثوا في مستقبل التعليم الطبي المستمر، ونمت المنظمة غير الرسمية تلك إلى منظمة تضم أكثر من 2100 عضواً.
ومع استمرار لويس ميلر بتحالف التعليم الطبي بدأ التركيز على التنمية الدولية ونشر التعليم الطبي المستمر، وفي عام 1990 أسس مجموعة صغيرة باسم شركاء إنترميكيكا(بالإنجليزية:  Intermedica Partners)‏ في الولايات المتحدة وخارجها لتحقيق الهدفين المذكورين
- التنمية الدولية
- نشر التعليم الطبي المستمر [3]

وفي عام 1995 أعيد تنظيم المجموعة للسماح بانضمام أعضاء جدد، واجتمع 22 شخصاً من الولايات المتحدة وسبعة من خارجها في 1996 في اجتماع غير رسمي.
وفي مؤتمر 1997 توسعت العضوية إلى 50 شخصاً من أوروبا وأمريكا اللاتينية وشمال أمريكا وأستراليا وآسيا.
وكانت المواضيع المطروحة تشمل تطوير التعليم الطبي المستمر في أوروبا وأمريكا اللاتينية والصين: واحتمال ونظام الاعتمادية الدولي للتعليم الطبي المستمر وتدبير الأمراض واستخدام التقنيات الحديثة في التعليم الطبي المستمر والتثقيف والتعليم الصحي.
وفي العام التالي 1998 تم المؤتمر الثالث وحضر 70 شخصاً من مختلف أنحاء العالم في مدينة نيويورك لمناقشة كيف تؤثر وسائل الإعلام الحديثة على التعليم الطبي المستمر والتثقيف الصحي. وكان أهم المتحدثين في الموضوع مدير مركز الإعلام الجديد في جامعة كلومبيا، وتم تقديم شروح عن التقنيات التي دخلت إلى الاستخدام كالتعليم عبر الإنترنت وحاجات المسوقين للدواء لتحقيق حاجاتهم في الأسواق الجديدة.
تم انتحاب تسعة أعضاء لمجلس الإدارة، وتم انتخاب الممثلين للإدارة واتخاذ قرار بتسجيل المنظمة كمنظمة غير ربحية.

## الدول التي ينتمي لها الأعضاء
- الولايات المتحدة
- كندا
- ألبانيا
- أستراليا
- بلجيكا
- فرنسا
- ألمانيا
- الهند
- إسرائيل
- إيطاليا
- اليابان
- المكسيك
- هولندا
- سينغافورا
- سويسرا
- الإمارات العربية المتحدة
- بريطانيا.